# Хрест Івана Мазепи
Хрест Іва́на Мазе́пи  — державна нагорода України — відзнака Президента України, що встановлена для відзначення громадян за значний внесок у відродження національної культурно-мистецької, духовної, архітектурної, військово-історичної спадщини, заслуги у державотворчій, дипломатичній, гуманістичній, науковій, просвітницькій та благодійній діяльності.

## Історія нагороди
Відзнака Президента України — Хрест Івана Мазепи заснована Указом Президента України В. А. Ющенка 26 березня 2009 р.

## Положення про відзнаку
- Хрестом Івана Мазепи можуть бути нагороджені громадяни України, іноземці та особи без громадянства.
- Нагородження Хрестом Івана Мазепи провадиться указом Президента України.
- Нагородження Хрестом Івана Мазепи може бути проведено посмертно.
- Повторне нагородження Хрестом Івана Мазепи не провадиться.
- Представлення до нагородження Хрестом Івана Мазепи та вручення цієї нагороди провадяться відповідно до Порядку представлення до нагородження та вручення державних нагород України, затвердженого Указом Президента України від 19 лютого 2003 року N 138.
- Особі, нагородженій Хрестом Івана Мазепи, вручаються відзнака та посвідчення.

## Опис знака
Хрест Івана Мазепи виготовляється із позолоченого срібла і має форму прямого рівностороннього хреста з розширеними сторонами, краї яких увігнуті всередину. Сторони хреста покрито малиновою емаллю. У центрі хреста вміщено картуш, на синьому тлі якого — зображення козака з військової печатки гетьмана Івана Мазепи. Картуш накладено на зображення геральдичної фігури «Курч» герба гетьмана Івана Мазепи, покритої емаллю білого кольору. Між сторонами хреста — розбіжні промені. Усі зображення рельєфні. Пружки хреста і промені, волюти картуша, зображення козака, пружки фігури «Курч» — позолочені.
Розмір знака між протилежними кінцями хреста — 42 мм. Зворотний бік знака Хреста Івана Мазепи плоский з вигравіруваним номером.
За допомогою кільця з вушком хрест сполучається з прямокутною колодкою, обтягнутою стрічкою. Нижня частина колодки фігурна рельєфна. Розмір колодки: висота — 45 мм, ширина — 28 мм. На зворотному боці колодки розміщено застібку для прикріплення відзнаки до одягу.
Стрічка Хреста Івана Мазепи шовкова муарова світло-синього кольору з малиновими поздовжніми смужками з боків та жовтими посередині. Ширина світло-синьої смужки — 10 мм, жовтих — по 2 мм, малинових — по 7 мм кожна.
Планка Хреста Івана Мазепи являє собою прямокутну металеву пластинку, обтягнуту стрічкою. Розмір планки: висота — 12 мм, ширина − 14 мм.

## Послідовність розміщення знаків державних нагород України
- Відзнака Президента України — Хрест Івана Мазепи — на лівому боці грудей після знаку ордена Данила Галицького.

## Особи, нагороджені Хрестом Івана Мазепи

Хрест Івана Мазепи

Відзнакою Президента України — Хрестом Івана Мазепи нагороджено 129 осіб.
Статистика наведена за станом на 19 серпня 2025 року.
За роками
За Президентами України
| Президент                 | Строк повноважень               | Кількість нагороджених |
| ------------------------- | ------------------------------- | ---------------------- |
| Віктор Ющенко             | 23 січня 2005 — 25 лютого 2010  | 62                     |
| Віктор Янукович           | 25 лютого 2010 — 22 лютого 2014 | 0                      |
| Олександр Турчинов (в.о.) | 23 лютого 2014 — 7 червня 2014  | 0                      |
| Петро Порошенко           | 7 червня 2014 — 20 травня 2019  | 39                     |
| Володимир Зеленський      | з 20 травня 2019                | 28                     |

За статтю
| Чоловіки | 106 |
| Жінки    | 23  |

Посмертних
| За життя  | 128 |
| Посмертно | 1   |

За країнами
| Україна    | 104 |
| Австрія    | 2   |
| Ізраїль    | 1   |
| Іспанія    | 1   |
| Канада     | 11  |
| Литва      | 1   |
| Португалія | 1   |
| США        | 7   |
| Туреччина  | 1   |

Відзнакою нагороджені:
- 18 серпня 2009 року за значний особистий внесок у соціально-економічний, культурний розвиток Української держави, вагомі трудові досягнення та з нагоди 18-ї річниці незалежності України[3]:
  1. Мазепа Всеволод Григорович — голова ради старійшин міжнародної громадської організації «Родина Мазеп» (№ знака 1)

- 18 листопада 2009 року за визначний особистий внесок у відстоювання національної ідеї, становлення і розвиток Української незалежної держави та активну політичну і громадську діяльність[4]:
  1.  Бабляк Логін Григорович — активіст Київської філії Української гельсінської спілки
  2. Іванюченко Анатолій Богданович — начальник відділу Миколаївської обласної державної адміністрації, голова Миколаївської філії Української гельсінської спілки
  3. Кислий Павло Степанович — академік Національної академії наук України, активіст Народного руху України (м. Київ)
  4. Колосівський Валерій Євгенович — голова Житомирської районної державної адміністрації, заступник голови Житомирської філії Української гельсінської спілки
  5. Конон Василь Григорович — колишній політичний в'язень, ветеран національно-визвольного руху (Тернопільська область)
  6. Кучерів Ілько Ількович — директор фонду «Демократичні ініціативи», співзасновник Народного руху України (м. Київ)
  7. Лук'яненко Надія Іванівна — активіст Івано-Франківської філії Української гельсінської спілки
  8. Маркевич Ярослав Володимирович — президент Харківського міського молодіжного об'єднання «Східноукраїнський фонд розвитку демократії»
  9. Нечипоренко Микола Іванович — бандурист (м. Житомир)
  10. Орос Олександр Михайлович — голова Закарпатської філії Української гельсінської спілки
  11. Підпригорщук Василь Леонтійович — активіст Вінницької філії Української гельсінської спілки
  12. Сапеляк Степан Євстахійович — письменник, голова Харківської філії Української гельсінської спілки
  13. Сидяга Віталій-Роман Томкович — секретар Тернопільської філії Української гельсінської спілки
  14. Таран Леся Йосипівна — заступник голови Фонду розвитку громадянського суспільства, активіст Львівської філії Української гельсінської спілки
  15. Федорів Дмитро Іванович — активіст Київської філії Української гельсінської спілки
  16. Чернявська-Набока Інна Борисівна — лікар-лаборант центральної районної поліклініки Шевченківського району, активіст Київської філії Української гельсінської спілки
  17. Чорномаз Тетяна Олександрівна — голова Черкаської філії Української гельсінської спілки
  18. Чорномаз Богдан Данилович — викладач Уманського державного педагогічного університету, голова Уманської філії Української гельсінської спілки (Черкаська область)
  19. Шутов Ілля Якимович — активіст Всеукраїнського товариства «Просвіта» імені Тараса Шевченка (м. Київ)

- 30 листопада 2009 року
  - за значний особистий внесок у соціально-економічний, науково-технічний і культурний розвиток України, вагомі досягнення у трудовій діяльності, багаторічну сумлінну працю та з нагоди річниці підтвердження всеукраїнським референдумом 1 грудня 1991 року Акта проголошення незалежності України[5]:

  1.  Асєєв В'ячеслав Петрович — голова виконкому Одеського обласного осередку Всеукраїнського об'єднання «За Помісну Україну»
  2. Коваль Андрій Григорович — начальник бюро технологічної підготовки виробництва державного підприємства «ЛК-Металургія» (м. Київ)
  3. Притула Олександр Леонтійович — член Ради Українського козацтва при Президентові України (м. Запоріжжя)

  - за вагомий особистий внесок у вшанування пам'яті жертв геноциду Українського народу, активну діяльність на ниві висвітлення правди про голодомори в Україні[6]:

  1.  Носенко Анатолій Павлович — виробник документальних відеофільмів «Сповідь дітей голодомору» та «Запали свічку», редактор газети «Козацька родина» (м. Дніпропетровськ)

- 25 грудня 2009 року
  - за вагомий особистий внесок у соціально-економічний та культурний розвиток України, високий професіоналізм та багаторічну сумлінну працю[7]:

  1.  В'ятрович Володимир Михайлович — директор Департаменту Служби безпеки України

  - за вагомий особистий внесок у розвиток культурно-мистецької спадщини України, високу професійну майстерність та активну участь у проведенні Фестивалю мистецтв України[8]:

  1.  Желудов Володимир Володимирович — художній керівник та головний диригент капели бандуристів об'єднання художніх колективів Черкаської обласної ради

- 20 січня 2010 року за визначний особистий внесок у духовне збагачення українського народу, багатолітню плідну церковну діяльність[9]:
  1.  Філарет (Денисенко Михайло Антонович) — предстоятель Української православної церкви Київського патріархату, патріарх Київський і всієї Руси-України

- 3 лютого 2010 року за вагомий особистий внесок у збереження та збагачення національної історико-культурної спадщини, активну діяльність у справі повернення культурних цінностей в Україну та з нагоди річниці утворення Державної служби контролю за переміщенням культурних цінностей через державний кордон України[10]:
  1.  Штендера Євген (3 лютого 2010) — громадський діяч,  Канада

- 8 лютого 2010 року за вагомий особистий внесок у розвиток ветеранського руху, мужність і самовідданість, виявлені під час виконання військового обов'язку, патріотичне виховання молоді та з нагоди Дня вшанування учасників бойових дій на території інших держав[11]:
  1.  Мельник Сергій Григорович — полковник податкової міліції
  2. Щадила Анатолій Антонович — полковник податкової міліції

- 22 лютого 2010 року за вагомий особистий внесок у розвиток ветеранського руху, вирішення питань соціального захисту та реабілітації ветеранів війни, патріотичне виховання молоді, багаторічну бездоганну службу, зразкове виконання військового обов'язку та з нагоди Дня захисника Вітчизни[12]:
  1.  Бірсан Олександр Семенович — генерал-лейтенант
  2. Братчик Сергій Борисович — полковник
  3. Дубина Олександр Михайлович — полковник
  4. Жуковський Юрій Миколайович — генерал-лейтенант
  5. Копаниця Олександр Васильович — генерал-майор
  6. Набок Олександр Миколайович — полковник
  7. Невзоров Сергій Тимофійович — генерал-майор
  8. Пінкевич Михайло Семенович — капітан 1 рангу
  9. Шевченко Віталій Іванович — полковник

- 23 лютого 2010 року за вагомий особистий внесок у відродження історичної спадщини українського народу, багаторічну плідну професійну діяльність[13]:
  1.  Аржевітін Станіслав Михайлович — народний депутат України, Радник Президента України
  2. Боряк Геннадій Володимирович — заступник директора Інституту історії України НАН України (м. Київ)
  3. Возницький Борис Григорович[14] — директор Львівської національної галереї мистецтв
  4. Держко Ігор Зеновійович[14] — заступник голови Львівської обласної державної адміністрації
  5. Заливаха Опанас Іванович (посмертно) — правозахисник (м. Київ)
  6. Кулініч Олег Миколайович — Голова Державного комітету України із земельних ресурсів
  7. Кульчинський Микола Володимирович[15] — народний депутат України
  8. Мицик Юрій Андрійович — професор Національного університету «Києво-Могилянська академія»
  9. Мулява Володимир Савелійович — почесний гетьман Міжнародної оборонно-спортивної національно-патріотичної організації «Українське козацтво» (м. Київ)
  10. Огризко Володимир Станіславович — Міністр закордонних справ України у 2007—2009 роках
  11. Павленко Сергій Олегович — власний кореспондент газети «Голос України» (Чернігівська область)
  12. Пантелюк Микола Миколайович — гетьман Українського козацтва, Кальміуська паланка
  13. Петренко Євген Дем'янович — гетьман Всеукраїнського громадського об'єднання «Звичаєва Громада Українських Козаків»
  14. Пилат Володимир Степанович — верховний отаман Міжнародної громадської організації «Міжнародна федерація Бойового Гопака»
  15. Плющ Іван Степанович — народний депутат України
  16. Попович Анатолій Васильович — президент Всеукраїнської громадської організації «Всеукраїнська федерація козацького двобою»
  17. Сергієнко Олесь Федорович — правозахисник, політв'язень
  18. Сергійчук Володимир Іванович — директор Центру українознавства Київського національного університету імені Тараса Шевченка
  19. Степанков Валерій Степанович — професор Кам'янець-Подільського національного університету імені І. Огієнка, доктор історичних наук (Хмельницька область)
  20. Чорногуз Олег Федорович — письменник (м. Київ)
  21. Ющенко Петро Андрійович — народний депутат України
  22. Яковенко Наталія Миколаївна — завідувач кафедри Національного університету «Києво-Могилянська академія»

- 24 лютого 2010 року за вагомий особистий внесок у державне будівництво, соціально-економічний, науково-технічний і культурний розвиток області, плідну громадсько-політичну, благодійну діяльність та з нагоди річниці заснування Одеської області[16]:
  1.  Сердюк Микола Дмитрович — голова Одеської обласної державної адміністрації

- 20 листопада 2015 року за вагомий особистий внесок у розвиток кіномистецтва, збагачення національної культурно-мистецької спадщини, багаторічну творчу діяльність[17][18]:
  1.  Афінеєвський Євген — режисер, актор, сценарист, громадянин  Держави Ізраїль

- 1 грудня 2015 року за значний особистий внесок у державне будівництво, соціально-економічний, науково-технічний, культурно-освітній розвиток Української держави, вагомі трудові досягнення, багаторічну сумлінну працю[19]:
  1.  Гуменюк Дмитро-Олесь Миколайович — голова Львівського крайового братства ветеранів національно-визвольної боротьби

- 4 березня 2016 року за значний особистий внесок у соціально-економічний, науково-технічний, культурно-освітній розвиток Української держави, зразкове виконання службового обов'язку та багаторічну сумлінну працю[20]:
  1.  Болбат Лілія Олександрівна — волонтер, Донецька область
  2.  Кравченко Лілія Григорівна — волонтер, м. Донецьк
  3.  Лебедєва Ольга Миколаївна — волонтер, м. Київ
  4.  Москаленко Лідія Василівна — волонтер, Донецька область
  5.  Холодкова Інна Валеріївна — волонтер громадської організації «Народний тил», м. Київ

- 25 червня 2016 року за значний особистий внесок у державне будівництво, соціально-економічний, науково-технічний, культурно-освітній розвиток України, вагомі трудові здобутки та високий професіоналізм[21]:
  1.  Бордун Іван Михайлович — волонтер громадської організації «Народний тил», м. Київ
  2.  Груленко Павло Валерійович — волонтер громадської організації «Народний тил», м. Київ
  3.  Кривонос Павло Олександрович — генеральний директор державного підприємства «Генеральна дирекція з обслуговування іноземних представництв» Державного управління справами
  4.  Мазепа Геннадій Святославович — волонтер громадської організації «Народний тил», м. Київ
  5.  Мазепа Ігор Всеволодович — волонтер, голова координаційної ради Міжнародної громадської організації «Родина Мазеп», м. Київ
  6.  Мазоха Дмитро Петрович — волонтер благодійної організації «Благодійний фонд „Народна армія“», м. Дніпро
  7.  Проскурняк Юрій Мирославович — волонтер громадської організації «Народний тил», м. Чернівці
  8.  Щербаков Дмитро Вікторович — волонтер громадської організації «Народний тил», м. Київ

- 22 серпня 2016 року за вагомий особистий внесок у зміцнення міжнародного авторитету Української держави, популяризацію її історичної спадщини і сучасних надбань та з нагоди 25-ї річниці незалежності України[22]:
  1.  Суарес Моро Дієго — президент Асоціації християнських справ,  Королівство Іспанія

- 1 грудня 2016 року за значний особистий внесок у державне будівництво, соціально-економічний, науково-технічний, культурно-освітній розвиток Української держави, вагомі трудові досягнення, багаторічну сумлінну працю[23]:
  1.  Гузь Олександр Павлович — член Всеукраїнської громадської організації «Союз „Народна пам'ять“», Дніпропетровська область
  2.  Куковєров Олександр Миколайович — член Всеукраїнської громадської організації «Союз „Народна пам'ять“», м. Київ
  3.  Ткаленко Сергій Володимирович — член Всеукраїнської громадської організації «Союз „Народна пам'ять“», м. Київ

- 28 червня 2017 року за значний особистий внесок у державне будівництво, соціально-економічний, науково-технічний, культурно-освітній розвиток України, вагомі трудові здобутки та високий професіоналізм[24]:
  1.  Данієлян Єрванд Жоресович — віце-президент Вірменського національного конгресу, м. Київ

- 23 серпня 2017 року за вагомий особистий внесок у зміцнення міжнародного авторитету Української держави, популяризацію її історичної спадщини і сучасних надбань[25]:
  1.  Багрій Тарас — президент відділу Конґресу Українців Канади в Торонто,  Канада
  2.  Голюк Джон — керівник ініціативи «Ukrainian Appeal» Конґресу Українців Канади,  Канада
  3.  Дутчак Девід — член Дорадчого комітету з питань відносин між Україною і Саскачеваном,  Канада
  4.  Луців-Андрійович Олеся — голова Альбертської провінційної ради Конґресу Українців Канади,  Канада
  5.  Отто Кристоф — керівник проекту «Діти Чорнобиля» організації «Global 2000»,  Республіка Австрія
  6.  Роман Рената — голова організаційного комітету Конґресу Українців Канади із забезпечення участі української команди у міжнародних змаганнях «Ігри Нескорених»,  Канада
  7.  Орест Стеців — голова Ліги українців Канади,  Канада

- 24 серпня 2017 року за значний особистий внесок у державне будівництво, соціально-економічний, науково-технічний, культурно-освітній розвиток України, вагомі трудові здобутки та високий професіоналізм[26]:
  1.  Дячун Теодор Григорович — учасник національно-визвольного руху, Київська область
  2.  Петровський Олександр Володимирович — член громадської організації «Серця кіборгів», м. Київ

- 15 грудня 2017 року за вагомий особистий внесок у зміцнення міжнародного авторитету України, плідну громадську діяльність[27]:
  1.  Бундзяк Василь Дмитрович — священик Української православної церкви Київського патріархату, м. Брага, Португальська Республіка
  2.  Аліна Галаш Хол де Бювінк — депутат міської ради м. Лісабон,  Португальська Республіка
  3.  Чабан Микола Павлович — активіст української громади в Португальській Республіці, волонтер

- 26 квітня 2018 року за значний особистий внесок у справу охорони державного кордону, захист державного суверенітету та територіальної цілісності України, відродження військово-історичної спадщини та з нагоди Дня прикордонника[28]
  1. Треус Сергій Петрович — заступник голови комітету громадської організації «Всеукраїнська організація ветеранів-прикордонників», генерал-майор запасу (№ знака 104)

- 19 травня 2018 року за вагомий особистий внесок у розвиток вітчизняної науки, зміцнення науково-технічного потенціалу України, багаторічну сумлінну працю та високий професіоналізм[29]:
  1.  Монолатій Іван Сергійович — професор кафедри державного вищого навчального закладу «Прикарпатський національний університет імені Василя Стефаника», доктор політичних наук, професор, м. Івано-Франківськ

- 27 червня 2018 року за значний особистий внесок у державне будівництво, соціально-економічний, науково-технічний, культурно-освітній розвиток України, вагомі трудові здобутки та високий професіоналізм[30]:
  1.  Кодачигов Вадим Едуардович — член ради волонтерів при Міністерстві оборони України

- 31 жовтня 2018 року за значний особистий внесок у національне відродження та побудову Української держави, активну участь у національно-визвольному русі, багаторічну плідну громадську діяльність та з нагоди 100-річчя проголошення Західноукраїнської Народної Республіки[31]:
  1.  Куликовець Тарас Васильович — станичний Дрогобицької міської Станиці Львівського Крайового братства ОУН-УПА Всеукраїнського братства ОУН-УПА імені генерала Романа Шухевича

- 22 січня 2019 року за значний особистий внесок у державне будівництво, зміцнення національної безпеки, соціально-економічний, науково-технічний, культурно-освітній розвиток Української держави, вагомі трудові досягнення, багаторічну сумлінну працю[32]:
  1.  Чесніша Ольга Олександрівна — волонтер, Херсонська область

- 20 лютого 2019 року за громадянську мужність, самовіддане відстоювання конституційних засад демократії, прав і свобод людини, виявлені під час Революції Гідності, плідну громадську та волонтерську діяльність[33]:
  1.  Медведєв Олег Олександрович — радник Президента України (поза штатом), громадський діяч

- 4 травня 2019 року за значний особистий внесок у державне будівництво, соціально-економічний, культурно-освітній розвиток України, вагомі трудові здобутки та високий професіоналізм[34]:
  1.  Петрущак Микола Якимович — станичний Самбірської станції Братства ОУН-УПА, Львівська область

- 23 серпня 2019 року за вагомий особистий внесок у зміцнення міжнародного авторитету України, розвиток міждержавного співробітництва, плідну громадську діяльність[35]:
  1.  Кісіль Анна — віце-президент Світового конґресу українців, президент громадської організації «Четверта хвиля»,  Канада
  2.  Клюфас Юрій — український тележурналіст, телепродюсер, громадський діяч,  Канада
  3.  Луцюк Любомир-Ярослав, (англ. Lubomyr Yaroslav Luciuk), професор політичної географії, факультет політичних наук і економіки, Королівський військовий коледж Канади

- 22 листопада 2019 року за вагомий внесок у вшанування пам'яті жертв геноциду Українського народу — Голодомору 1932—1933 років в Україні, подвижницьку діяльність, спрямовану на висвітлення правди про Голодомор[36]:
  1.  Трегуб Леонід Іванович — голова Асоціації прибалтійських українців м. Клайпеда, Литовська Республіка

- 28 листопада 2019 року за значний особистий внесок у державне будівництво, соціально-економічний, науково-технічний, культурно-освітній розвиток Української держави, вагомі трудові досягнення, багаторічну сумлінну працю[37]:
  1.  Андрушків Богдан Миколайович — завідувач кафедри Тернопільського національного технічного університету імені Івана Пулюя

- 5 грудня 2019 року за громадянську мужність, вагомий особистий внесок у розвиток волонтерського руху, зміцнення обороноздатності та безпеки Української держави, активну благодійну і гуманістичну діяльність[38]:
  1.  Дейнега Віталій Олегович — волонтер, м. Київ

- 22 серпня 2020 за вагомий особистий внесок у зміцнення міжнародного авторитету України, розвиток міждержавного співробітництва, плідну громадську діяльність[39]:
  1.  Левицький Марко — редактор газети «Новий шлях/Українські вісті»,  Канада
  2.  Рутка Джеймс — нейрохірург, медичний керівник Програми педіатричного стажування для України госпіталю «Sick Kids»,  Канада

- 23 серпня 2021 за значний особистий внесок у державне будівництво, зміцнення обороноздатності, соціально-економічний, науково-технічний, культурно-освітній розвиток Української держави, вагомі трудові досягнення, багаторічну сумлінну працю та з нагоди 30-ї річниці незалежності України[40]
  1.  Банний Анатолій Григорович — голова Полтавської обласної організації політичних в'язнів і репресованих

- 23 серпня 2021 за вагомий особистий внесок у розвиток міждержавного співробітництва, зміцнення міжнародного авторитету України, популяризацію її історико-культурної спадщини[41]
  1.  Козіцький Володимир Петрович — почесний голова дирекції федеральної кредитової кооперативи Спілки української молоді в м. Йонкерс,  Сполучені Штати Америки
  2.  Савченко Інна Ігорівна — засновниця та голова громадської організації «Товариство української культури в  Австрії імені Лесі Українки»
  3.  Трухлий Василь — громадський діяч української громади, колишній голова Українського лікарського товариства Північної Америки,  Сполучені Штати Америки

- 3 грудня 2021 за вагомий особистий внесок у розвиток волонтерського руху, активну благодійну і гуманістичну діяльність[42]
  1.  Гаращук Петро Григорович — волонтер, заступник голови Всеукраїнського об'єднання учасників бойових дій, ветеранів військової служби та правоохоронних органів, м. Київ
  2.  Коляк Марія Олександрівна — координатор громадської організації «Українська Волонтерська Служба», м. Одеса
  3.  Костенко Анастасія Валентинівна — волонтер, м. Київ
  4.  Новіцький Дмитро Ігорович — волонтер, м. Київ
  5.  Пономарьова Оксана Валеріївна — волонтер, керівник благодійної організації «Міжнародний благодійний фонд „Рес. Публіка“», м. Київ
  6.  Сімутін Ігор Ігорович — волонтер, м. Київ
  7.  Стасюк Вячеслав Іванович — волонтер, голова благодійного фонду «Рідне Полісся», Житомирська область
  8.  Столярова Олена Марківна — волонтер, м. Київ
  9.  Федоровський Леонід Леонідович — волонтер, м. Київ
  10.  Федочук Наталія Миколаївна — волонтер, голова правління громадського об'єднання «За сімейні цінності», м. Київ
  11.  Шаповалова Тетяна Вікторівна — волонтер, м. Київ

- 23 серпня 2022 за значні особисті заслуги у зміцненні міждержавного співробітництва, підтримку державного суверенітету та територіальної цілісності України, вагомий внесок у популяризацію Української держави у світі[43]
  1.  Менсон Крістофер Майкл — віце-президент мережі католицьких шпиталів «OSF Healthcare»,  Сполучені Штати Америки

- 4 вересня 2023 за вагомий особистий внесок у зміцнення міждержавного співробітництва, підтримку державного суверенітету та територіальної цілісності України, популяризацію Української держави у світі[44]
  1. Ґудзяк Борис Олександрович — архієпископ і митрополит Філадельфійської архієпархії Української греко-католицької церкви, президент Українського католицького університету,  Сполучені Штати Америки
  2. Киримли Хакан — професор факультету міжнародних відносин Бількентського університету,  Турецька Республіка
  3. Лопаткіна Алла Євгенівна — президент Ukrainian Resistance Foundation,  Сполучені Штати Америки (№ знака 137)
  4. Штеляк Володимир — настоятель Українського православного собору Святого Андрія Первозванного міста Сілвер Спрінг,  Сполучені Штати Америки